# Quinn Allman
Quinn Allman (ur. 18 stycznia 1982 w Orem) – amerykański gitarzysta, członek rockowej grupy The Used.
Quinn urodził się i wychowywał się w Orem w Utah. Jako nastolatek odkrył swój talent muzyczny i zaczął grać w różnych zespołach, m.in. w Hey Santos!. W wieku 15 lat został członkiem The Used. Allman oficjalnie przyznał się do swojej biseksualności.
Allman pomógł wyprodukować album zespołu Evaline.